# دورت بومسما
دورت ا. بومسما (بالإنجليزية: Dorret Boomsma)‏  من مواليد 18 نوفمبر 1957، هويزن، هولندا. هي طبيبة نفسية بيولوجية هولندية متخصصة في علم الوراثة والدراسات التوأمية. قامت بومسما ببناء قاعدة بيانات لأكثر من 75000 توأم في هولندا. وتمتد نتائج بحوثها لتشمل مجموعة واسعة من الخصائص السلوكية، بما في ذلك اكتشاف المكون الجيني الكبير لمشاعر الوحدة، وحقيقة أن أول المواليد لديهم معدل ذكاء أعلى من أشقائهم الأصغر سنا، وزيادة تأثير علم الوراثة على وزن الجسم مع تقدم الأطفال في العمر. حصلت دورت على جائزة طومسون من جمعية علم الوراثة السلوكية (1985).